# Manderscheider Straße 22 (Mönchengladbach)

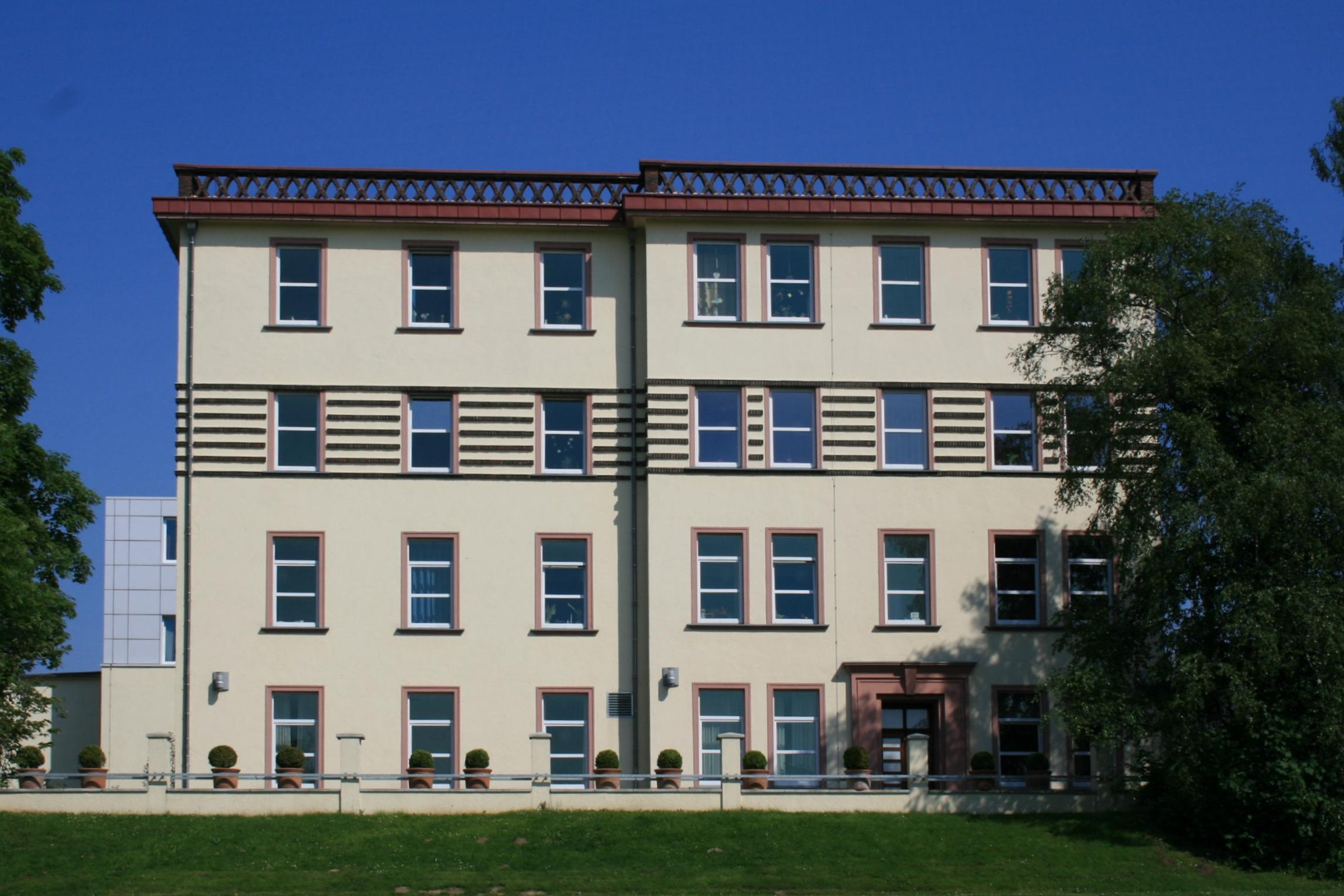
Altenpflegeheim (2010)

Das Altenpflegeheim Manderscheider Straße 22 steht im Stadtteil Odenkirchen in Mönchengladbach (Nordrhein-Westfalen), Mürrigerstraße/Grottenweg.
Das Gebäude wurde 1927–1929 erbaut. Es ist unter Nr. M 057 am 15. Dezember 1987 in die Denkmalliste der Stadt Mönchengladbach eingetragen worden.

## Lage
Das Objekt liegt westlich der Manderscheider Straße in Nähe des Stadtparks „Pixbusch“ und des Tiergartens auf einer Anhöhe über der Straße Burgfreiheit.

## Architektur
Das Nachbargebäude ist das ehemalige Waschhaus des ursprünglich als Krankenhauses Odenkirchen genutzten Gebäudekomplexes, das zu einem Wohnhaus umgebaut ist. In unmittelbarer Nachbarschaft liegen ein neu erbautes Seniorenheim der Sozialholding der Stadt Mönchengladbach und weitere Wohngebäude. Das Objekt ist bis auf bauliche Erweiterungen und funktional bedingte Erweiterungen in weiten Teilen original erhalten.